# Mamouka Ier d'Iméréthie
Mamouka Ier d'Iméréthie est un prince d'Iméréthie de la dynastie des Bagration, prétendant au trône en 1747.

## Biographie
Second fils du roi Georges VII d'Iméréthie, il est nommé prince de Samlikélao, de Satchiladzo et de Sarchidjavadzo. Il épouse en 1732 Darie ou Darejan, la fille de Bejan de Mingrélie, dont :
- Teimouraz Ier.